# Andrus Aug
Andrus Aug (Jõgeva, 25 maggio 1972) è un dirigente sportivo ed ex ciclista su strada estone.
Professionista dal 2001 al 2007, conta trentuno vittorie, fra cui il Gran Premio Nobili Rubinetterie 2002 e il Grand Prix de la Ville de Rennes 2004.

## Palmares

### Strada
- 1995 (dilettanti)

Prologo Giro delle Regioni
- 1996 (dilettanti)

7ª tappa Rapport Toer
- 1998 (dilettanti)

Mynämäen Ajot
- 2000 (dilettanti)

4 tappa Saaremaa Velotuur (Kuivastu > Orissaare)
7 tappa Saaremaa Velotuur (Kuressaare > Kuressaare)
2ª tappa Tour de Bulgarie
2ª tappa Kroz Jugoslavija (Zrenjanin > Šabac)
- 2001 (Amore & Vita, dieci vittorie)

Gran Premio Città di Rio Saliceto e Correggio
Poreč Trophy 3
E.O.S. Tallinn Grand Prix
Elva Rattapäev
1ª tappa Tour du Maroc (Rabat > Meknès)
7ª tappa Tour du Maroc (Béni Mellal > Marrakech)
8ª tappa Tour du Maroc (Marrakech > Agadir)
9ª tappa Tour du Maroc (Agadir > Essaouira)
13ª tappa Tour du Maroc (El Jadida > Casablanca)
1ª tappa Wyścig Solidarności i Olimpijczyków (Krosno > Krosno)
5ª tappa Wyścig Solidarności i Olimpijczyków (Skarżysko-Kamienna > Łódź)
5ª tappa Tour de Bulgarie
- 2002 (De Nardi, otto vittorie)

Gran Premio Nobili Rubinetterie
Poreč Trophy
2ª tappa Tour de Pologne (Gdynia > Koszalin)
4ª tappa Okolo Slovenska
8ª tappa Course de la Paix (Piotrków Trybunalski > Varsavia)
1ª tappa Wyścig Solidarności i Olimpijczyków (Ceské Budéjovice > Ceské Budéjovice)
3ª tappa Jadranska Magistrala (Parenzo > Parenzo)
- 2003 (De Nardi, una vittoria)

3ª tappa Saaremaa Velotuur (Liiva > Kuressaare)
- 2004 (Domina Vacanze, una vittoria)

Grand Prix de la Ville de Rennes
- 2005 (Fassa Bortolo, quattro vittorie)

Elva Rattapäev
Tartu Rattaralli
4ª tappa Giro del Trentino (Puegnago del Garda > Arco di Trento)
3ª tappa Saaremaa Velotuur (Viljandi > Rapla)
- 2006 (Acqua & Sapone, quattro vittorie)

2ª tappa Saaremaa Velotuur (Otepää > Viljandi)
5ª tappa Saaremaa Velotuur (Kuressaare, cronometro)
6ª tappa Saaremaa Velotuur (Kuressaare > Kuressaare)
Classifica generale Saaremaa Velotuur
- 2007 (Ceramiche Flaminia, una vittoria)

4ª tappa Saaremaa Velotuur (Livia > Kuressaare, cronometro)
- 2008 (individuale, due vittorie)

Audi Saaremaa GP Ülo Arge
3ª tappa Saaremaa Velotuur (Livia > Kuressaare, cronometro)

### Altri successi
- 2001 (Amore&Vita)

Narva Tänavasõit (criterium)
Elva Tänavasõit (criterium)
- 2008 (individuale)

Campionati estoni, Criterium

### Mountain Bike
- 1999

Tartu Rattamaraton

## Piazzamenti

### Grandi giri
- Giro d'Italia

2003: fuori tempo massimo (18ª tappa)
2004: ritirato (7ª tappa)

### Classiche monumento
- Milano-Sanremo

2004: 169º
2006: 154º
- Giro delle Fiandre

2005: 78º

### Competizioni mondiali
- Giochi olimpici

Atene 2004 - In linea: ritirato